# Блуа, Коди
Коди Блуа (англ. Kody Blois; род. 17 января 1991, Belnan, Новая Шотландия) — канадский политик, член Либеральной партии, министр сельского хозяйства и продовольствия (2025).

## Биография
В юности Коди Блуа серьёзно увлекался хоккеем с шайбой, в 2008—2009 годах играл в юниорском разряде за клуб Halifax Lions, в 2011—2012 годах играл в Maritime Junior Hockey League за юниорский клуб Amherst Ramblers. В сезоне 2012—2013 годов начал играть за Университет Брока.
21 октября 2019 года победил на парламентских выборах в округе Кингз-Хантс с результатом около 43 %.
14 марта 2025 года при формировании правительства Карни назначен министром сельского хозяйства, продовольствия и экономического развития сельских местностей.
13 мая 2025 года премьер-министр Марк Карни произвёл по итогам парламентских выборов масштабные перестановки в Кабинете, исключив Коди Блуа из состава правительства.